# The Divine Wings of Tragedy
The Divine Wings of Tragedy ist das dritte Studioalbum der US-amerikanischen Progressive-Metal-Band Symphony X. Es erschien im Jahr 1997 bei InsideOut Music.

## Entstehung und Veröffentlichung
Nach langwierigen Aufnahmen im Trax East Studio und The Symphony X Dungeon erschien das dritte Album der Band 1997. Steve Evetts übernahm Produktion und Abmischung. Im Jahr 2004 legte InsideOut The Divine Wings of Tragedy im Digipak mit Bildschirmschoner und Bandinterview neu auf, eine Doppel-LP-Fassung erschien 2012.

## Musikstil
Symphony X spielen auf dem Album schnellen, melodiösen und bombastischen Progressive Metal mit Anklängen an Power Metal. Michael Romeos virtuoses Gitarrenspiel erinnert gelegentlich an Yngwie Malmsteen oder Steve Hackett, die Chöre an Queen. Die Strukturen der Stücke werden von Kritikern als meist geradlinig angegeben. Außerdem werden einige bekannte Motive der Klassischen Musik aufgegriffen. So enthält der Titeltrack Auszüge aus Johann Sebastian Bachs Messe in h-Moll von 1749 und Mars, der Kriegsbringer aus Gustav Holsts Die Planeten von 1914–1916. Lyrische Inspirationen stammen aus John Miltons Gedichten Paradise Lost von 1667 und Paradise Regained von 1671, außerdem enthält es eine Anspielung auf Dante Alighieris Epos Inferno aus dem 14. Jahrhundert. Das Intro von The Witching Hour zitiert Wolfgang Amadeus Mozarts Klaviersonate Nr. 1 in C-Dur KV 279 (189d) von 1774.

## Titelliste
| Nr.          | Titel                       | Text                           | Musik                           | Bemerkung                                   | Länge |
| ------------ | --------------------------- | ------------------------------ | ------------------------------- | ------------------------------------------- | ----- |
| 1.           | Of Sins and Shadows         | Thomas Miller                  | Michael Romeo, Michael Pinnella |                                             | 4:58  |
| 2.           | Sea of Lies                 | Russell Allen                  | Romeo, Pinnella, Miller         |                                             | 4:18  |
| 3.           | Out of the Ashes            | Allen                          | Romeo, Pinnella, Miller         |                                             | 3:40  |
| 4.           | The Accolade                | Allen                          | Romeo, Pinnella, Miller         |                                             | 9:51  |
| 5.           | Pharaoh                     | Allen                          | Symphony X                      |                                             | 5:28  |
| 6.           | The Eyes of Medusa          | Miller                         | Romeo, Pinnella, Miller         |                                             | 5:26  |
| 7.           | The Witching Hour           | Allen                          | Romeo, Pinnella, Miller         |                                             | 4:15  |
| 8.           | The Divine Wings of Tragedy | Romeo, Pinnella, Miller, Allen | Romeo, Pinnella, Miller         |                                             | 20:42 |
| 9.           | Candlelight Fantasia        | Miller                         | Romeo, Pinella                  | Auf der Vinylpressung an Position 8 gerückt | 6:45  |
| Gesamtlänge: | Gesamtlänge:                | Gesamtlänge:                   | Gesamtlänge:                    | Gesamtlänge:                                | 65:23 |

Titel 8 The Divine Wings of Tragedy ist in folgende Sätze untergliedert:
- (Part I) At the Four Corners of the Earth
- (Part II) In the Room of Thrones (Instrumental)
- (Part III) A Gathering of Angels
- (Part IV) The Wrath Divine
- (Part V) The Prophet's Cry
- (Part VI) Bringer of the Apocalypse (Eve of Sacrifice / Armies in the Sky / Dies Irae) (Instrumental)
- (Part VII) Paradise Regained

## Rezeption
The Divine Wings of Tragedy wurde von der Presse positiv aufgenommen und wird oft als gelungenstes Werk der Band bezeichnet. Robert Taylor von AllMusic bewertete das Album mit 4/5 Sternen und sagte, dass „es diese Veröffentlichung war, die [Symphony X] in die vorderste Reihe der progressiven Metal-Bands katapultierte“. Er fuhr fort: "Obwohl diese Aufnahme nicht ganz der Klassiker ist, als der sie oft angepriesen wird, ist sie eine bemerkenswerte Ergänzung in den Annalen des Progressive Metal." Er lobt alle Musiker für ihr technisches Können, einzig Russell Allens Gesang hat er als „ein wenig kratzend, oft zu sehr nach Ronnie James Dio klingend“ bemängelt. Franco Cappelletti von den Babyblauen Seiten lobt: „Dieses Album enthält keinen einzigen schwachen Song, ja nicht einmal schwache Passagen.“ Michael Rensen vom Rock Hard vergibt 9/10 Punkte und findet, da „sitzt jedes Lick, zündet jedes Break, paßt jedes atemberaubende Klampfen/Synthie-Solo […] ohne peinliches Geschwurbel und dumme Klischees“ und urteilt, die „Verbindung von pfeilschnellem, riffbetontem Metal und klassischem Bombast hat niemals auch nur annähernd so überzeugend geklungen“. Sowohl Rock Hard als auch das eclipsed-Magazin nahmen The Divine Wings of Tragedy in ihre jeweilige Liste der wichtigsten Progmetal-Alben auf.